# Karbaryl
Karbaryl (též carbaryl či 1-naftylmethylkarbamát) je karbamát používaný především jako insekticid. Tato bílá krystalická látka se prodává například pod značkou Sevin (ochranná známka firmy Bayer). Karbaryl objevila a na trh uvedla společnost Union Carbide v roce 1958 (roku 2002 firma Bayer koupila firmu Aventis CropScience, pod kterou patřila i sekce pesticidů Union Carbide). Karbaryl je stále třetí nejpoužívanější insekticid v USA pro oblast zahrádkářství, zemědělství a lesnictví. Pro ochranu zemědělských plodin se v USA v roce 1976 použilo zhruba 11 tisíc tun karbarylu.

## Výroba
Karbaryl se vyrábí reakcí methylisokyanátu (3) s 1-naftolem (4).
Alternativně lze 1-naftol (1) nejprve převést na chlorformiát(3), který poté reaguje s methylaminem na požadovaný produkt (4):
První z procesů byl provozován v Bhópálu, kde nakonec došlo k velmi vážné nehodě. V porovnání s tím se v druhé syntéze využívají sice stejná reagencia, ovšem v odlišné sekvenci. Tato syntéza neobsahuje přípravu methylisokynátu; porovnání se často používá jako případová studie zelené chemie. Ovšem druhý postup stejně používá fosgen, který je toxický a reaguje s vodou, a methylamin, což je toxický a hořlavý plyn.

## Biochemie
Karbamátové insekticidy jsou reverzibilními inhibitory enzymu acetylcholinesterázy. Napodobují acetylcholin, ovšem nepodléhají konečné hydrolýze. Takto zasahují do nervového systému a způsobují smrt.

## Použití
Vývoj karbamátových insekticidů je označován jako velký přelom v oblasti pesticidů. Karbamáty nejsou perzistentní jako chlorované pesticidy. Přestože je karbaryl toxický pro hmyz, u obratlovců je velmi rychle detoxifikován a eliminován. Neukládá se v tucích ani není vylučován do mateřského mléka. Proto je u potravinářských plodin preferován, přinejmenším v USA. Je aktivní složkou šamponu Carylderm proti vším. V Česku se prodával například přípravek Diffusil H Forte obsahující karbaryl a určený pro hubení vši dětské a muňky na lidském těle.. Byl ale nahrazen přípravkem Diffusil H Forte B85, který již karbaryl ani jiný insekticid neobsahuje..

### Rizika
Karbaryl usmrcuje jak cílový škodlivý hmyz (např. komáry přenášející malárii), tak i hmyz užitečný (např. včelu medonosnou) a korýše.
Přestože je karbaryl schválen v USA pro použití na více než 100 různých plodin, v některých státech je zakázán, například ve Spojeném království, Rakousku, Dánsku, Švédsku, Německu a Angole.

## Bezpečnost
Karbaryl je inhibitor cholinesterázy a je pro člověka toxický. Americká agentura EPA ho klasifikuje jako pravděpodobný lidský karcinogen.
Orální LD50:
- 250 až 850 mg/kg pro potkana
- 100 až 650 mg/kg pro myš